# 光滑四方節蜱
光滑四方節蜱（学名：Quadratum glaberi）为節蜱科四方節蜱屬下的一个种。